# Rollin' and Scratchin'
Pistes de Homework
Around the World
(07) Teachers
(09)
Rollin' and Scratchin' est l'un des premiers titres des Daft Punk, il est présent dans l'album Homework.
Le son strident du titre trouve son origine dans un accident. En effet, c'est en voulant rebrancher le câble de sa platine de mixage que Thomas Bangalter a eu l'idée de composer à partir de ce son.
Ce titre est aussi utilisé pour la publicité de la Citroën Saxo VTS en 1997.